# كوروكي

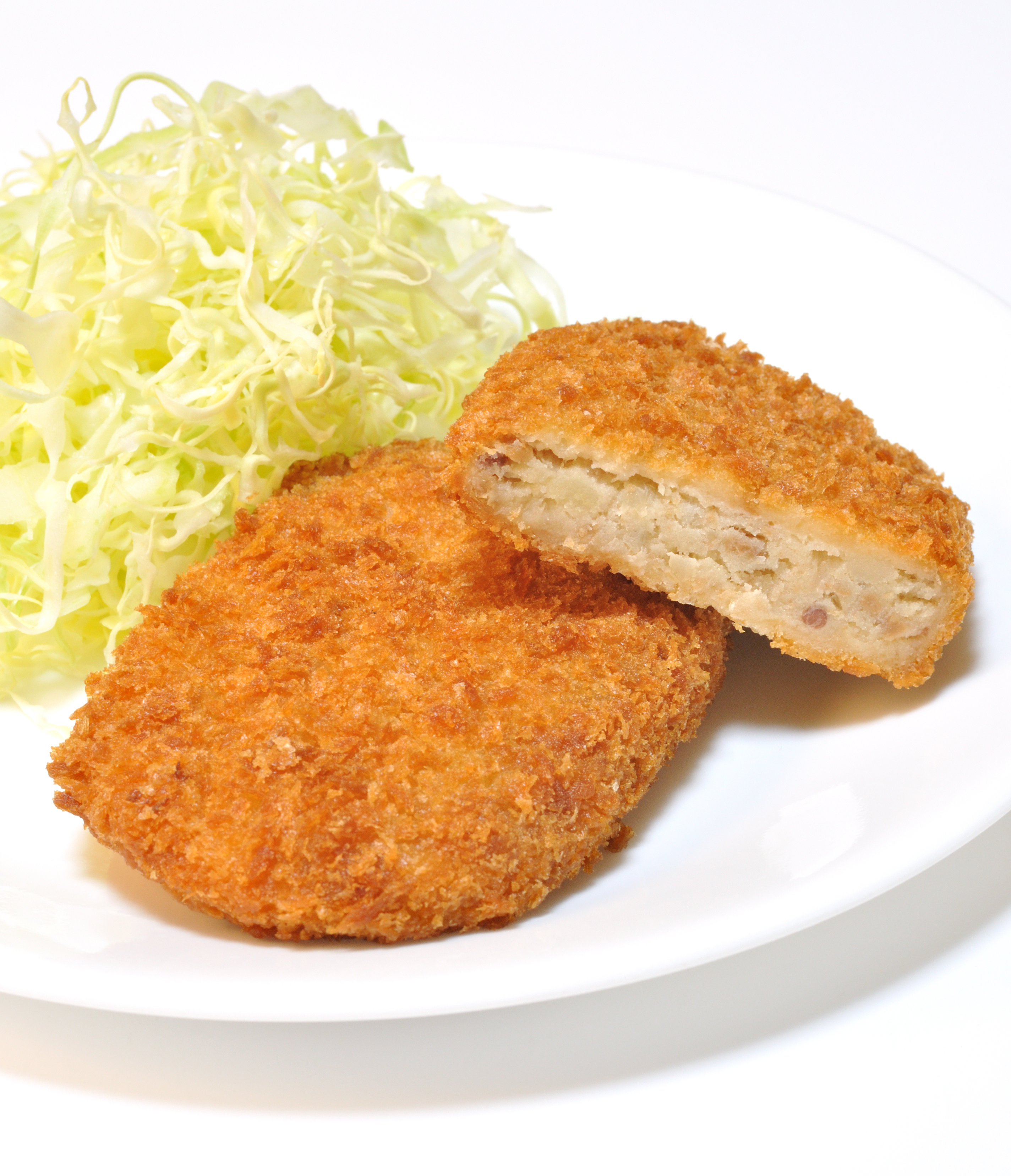
كوروكي

كوروكي ( (باليابانية: コロッケ) ؛ [koꜜɾokke] ) هو الاسم الياباني لطبق يوشوكو المقلي في الزيت والذي كان مرتبطًا في الأصل بطبق فرنسي ، وهو الكروكيت . يتم تحضير كوروكي عن طريق خلط اللحم المفروم المطبوخ أو المأكولات البحرية أو الخضار مع البطاطس المهروسة أو صلصة الباشاميل ، وعادة ما تكون على شكل فطيرة مسطحة ، ولفها في دقيق القمح ، والبيض ، وفتات الخبز على الطريقة اليابانية ، ثم قليها حتى يصبح لونها بنيًا من الخارج.